# Terzomondismo
Il terzomondismo è una dottrina politica che nasce nel contesto della Guerra fredda supportando non il primo o il secondo mondo ma bensì il terzo mondo, secondo il terzomondismo il sottosviluppo dei paesi del terzo mondo è un prodotto del colonialismo occidentale e delle sue seguenti derivazioni.
Secondo questa idea, le antiche potenze coloniali sarebbero responsabili della povertà delle loro antiche colonie, nella misura in cui lo sfruttamento intensivo delle ricchezze e risorse naturali di queste ultime, non sarebbe servito a creare maggiore benessere e sviluppo nelle regioni occupate, ma avrebbe procurato benefici solo alle stesse nazioni colonizzatrici.
Gli abusi dei colonizzatori, che adattarono la geografia politica ed economica ai propri interessi, favorirono le monocolture, prosciugarono le risorse naturali e provocarono seri problemi demografici, avrebbero impedito ai popoli colonizzati di trovare una propria via allo sviluppo. Il terzomondismo denuncia, inoltre, il neocolonialismo praticato dalle vecchie potenze e da altri paesi come gli Stati Uniti, l'Inghilterra, la Francia, accusati di proseguire lo sfruttamento del terzo mondo sia con strumenti economici (i monopoli delle multinazionali, il debito estero), che politici (appoggio militare e politico a regimi dittatoriali).

## Storia
Dalla fine della seconda guerra mondiale il mondo si ritrova diviso in due blocchi contrapposti: il mondo occidentale composto dagli stati liberal-democratici e i cosiddetti "stati comunisti" con a capo l'Unione Sovietica e la Cina. In Africa, in Asia meridionale e anche in alcuni stati del Sudamerica persistono le colonie, i paesi si trovano sotto l'influenza dei paesi occidentali. Il tutto cambia con il fenomeno della decolonizzazione dove le popolazioni indigene richiedono il principio di autodeterminazione dei popoli ma soprattutto la sovranità della loro terra, e gradualmente nel corso del 900 i suddetti paesi otterranno l'indipendenza. 
É in questo contesto che nasce il terzo mondo che raccoglie i neonati paesi, ma anche in realtà tutti i paesi non allineati già indipendenti prima del 1900. Nel processo di decolonizzazione c'è una "euforia" da parte di tutto il movimento comunista internazionale, ma in generale di tutta la sinistra. Si concepisce la decolonizzazione come una rivoluzione contro un'oppressione razzista e imperialista.
Il terzomondismo si pone come ala radicale di questo entusiasmo, concependo nei paesi del Terzo Mondo si facesse la rivoluzione comunista, in particolare nel marx-leninismo anche quando la lotta per l'indipendenza acquisiva un carattere democratico borghese andava a sviluppare le "forze produttive". I paesi del Terzo Mondo usciti dalla colonizzazione vengono intesi quindi come un modello politico da seguire.